# Мидинци
Мидинци (мкд. Мидинци) су насеље у Северној Македонији, у западном делу државе. Мидинци припадају општини Кичево.

## Географија
Насеље Мидинци је смештено у западном делу Северне Македоније. Од најближег већег града, Кичева, насеље је удаљено 16 km северно.
Мидинци се налазе у историјској области Кичевија, око града Кичева. Село се сместило на северозападном ободу Кичевског поља, на источним падинама планине Бистре. Покрај села протиче Голема река. Надморска висина насеља је приближно 840 метара.
Клима у насељу је планинска због знатне надморске висине.

## Историја
Постоје Стари и Нови Мидинци.
Стари Мидинци су селиште где је некад била православна црква посвећена Св. Петки. Код те цркве је било гробље. На истом селишту је била још једна црква, остала у рушевинама а посвећена Св. Илији. Црква је са премазаним фрескама.
Основна школа у селу радила је између два светска рата, а помињу се следећи учитељски кадрови: Јордан Анђелковић - бивши егзархијски учитељ (1920), Живојин Тодоровић (1923), Анђа Саичић (1932), Ђорђе Сретеновић (1932), Амалија Јереб (1936), Степан Хајдиновић (1938) и други.
У месту је рођен 1876. године српски комитски војвода Анђелко Алексић. У првој спској комитској чети основаној 23. марта 1904. године под командом војводе Анђелка, био је четник Мицко Кузмановић такође из села Мидинци.

## Становништво
Мидинци су према последњем попису из 2002. године имали 33 становника.
Већинско становништво у насељу чине етнички Македонци (94%).
Претежна вероисповест месног становништва је православље.